# Lübecki dóm
A lübecki dóm az első nagy téglából épült templom a Balti-tenger partján és 130 méteres hosszával az egyik legnagyobb is egyben. A dómot 1247-ben avatták fel, patrocíniuma Keresztelő Szent János, Szent Balázs , Szűz Mária valamint Szent Miklós. Ez megegyezik a braunschweigi dóm patrocíniumával, hisz ugyanaz az Oroszlán Henrik az alapító, aki az alapkövet Lübeckben 1173-ban tette le. Kelet-Frízföldön, Alsó-Szászországban és Jyllandon (Jütlandon), ahol építése idején számottevő óalsónémet nyelvű lakosság élt, ez volt az első valóban nagy építmény, bár a téglát a jerichowi premontrei kolostor templomnál is használták, amelynek az alapkőletétele 1172-ben volt. Mindkét templom a romanika jellegzetes stílusában épült, bár a lübecki templomot később többször átépítették. A kereszt alaprajzú, hatalmas bazilika már eleve kolostorboltozattal épült (ellentétben a korábbi kazettás mennyezetekkel a Rajna-vidéken pl.), és már az ún. "kötött rendszerben" tervezték, tehát a négyezet lett az a hosszmérték, amelyet mind a hosszház, mind a kórus mind pedig a kereszthajónál alkalmaztak, az apszisa félkör alakú és a keresztházak is kaptak egy-egy félkör alakú apszist. A kórust 1265 - 1341 között, az új gótikus stílusban teljesen újjáépítették.